# Dzień Wędkarza
Dzień Wędkarza – ustanowiony 19 marca 2007 przez Nadzwyczajny Krajowy Zjazd Delegatów PZW dla upamiętnienia powstania Polskiego Związku Wędkarskiego (19 marca 1950 roku).
W roku 2017 Zarząd Główny PZW, uchwalając nowy statut związku przeniósł obchody Dnia Wędkarza na 23 czerwca z powodu możliwości organizacji zawodów lub spotkań. 19 marca, często z uwagi na pogodę, było to niemożliwe. Zgodnie z Krajowym Rejestrem Sądowym statut zmieniono w dniu 15 marca 2017 r.
Dzień Wędkarza stanowi okazję do zademonstrowania stanowiska PZW w walce z kłusownictwem i przestępczością nad wodami. Wykorzystywane są doświadczenia i dorobek Policji, Państwowej i Społecznej Straży Rybackiej po to, aby przedstawić społeczeństwu skalę tych patologii, zaangażowanie i determinację PZW w ich zwalczaniu, a także wyróżnić najbardziej zasłużonych w tej dziedzinie.